# راتنیندا
راتنیندا (به لاتین: Ratninda) یک منطقهٔ مسکونی در سری‌لانکا است که در استان مرکزی (سری‌لانکا) واقع شده‌است. راتنیندا ۶۳۱ متر بالاتر از سطح دریا واقع شده‌است.